# لاكنبتش (تكساس)
لاكنبتش (بالإنجليزية: Luckenbach, Texas)‏ هي مدينة أشباح تقع في الولايات المتحدة في مقاطعة غيليسبي (تكساس). يقدر عدد سكانها بـ 3 نسمة .